# Daniel-Rops
Daniel-Rops, właśc. Henri Petiot (ur. 19 stycznia 1901 w Épinal, zm. 27 lipca 1965 w Tresserve) – francuski poeta, pisarz, krytyk literacki i historyk, członek Akademii Francuskiej (od 3 marca 1955).

## Biografia
Henri Petiot urodził się 19 stycznia 1901 w Épinal. Był wychowywany w rodzinie katolickiej, ale w latach 20. XX wieku został agnostykiem, by powrócić do praktykowania w latach 30. XX wieku. Wychowywał się w Sabaudii, a następnie w Grenoble. Ukończył studia prawnicze, historyczne i geograficzne na Uniwersytecie w Lyonie. Pracował jako nauczyciel kolejno w Chambéry, Amiens, Bordeaux, potem w Lycée Pasteur w Neuilly-sur-Seine. Pisał eseje i powieści. W swej twórczości pozostawał pod wpływem filozofii Emmanuela Mouniera. Występował przeciwko absolutyzowaniu człowieka i odrzucaniu wartości chrześcijańskich. Był autorem poczytnych dzieł popularyzujących Biblię i tłumaczonych na języki europejskie, w tym na polski. Po II wojnie światowej, od 1948 aż do śmierci był redaktorem periodyku „Ecclesia”. Od 1955 roku członek Akademii Francuskiej. Zmarł 27 lipca 1965 roku w Tresserve.

## Tłumaczenia polskie
- Dusza w mroku (L'Âme obscure, 1929), tłum. Jerzy Makarczyk, Bibljoteka Tygodnika Illustrowanego, Warszawa 1933
- Świat bez duszy (Monde sans âme, 1932), tłum. Michał Małek, Drukarnia i Księgarnia św. Wojciecha, Poznań 1936
- Nędza i my (La Misère et nous, 1935), tłum. Maria Winowska, Naczelny Instytut Akcji Katolickiej, Ponań 1938
- Wola (Vouloir. Réflexions sur la volonté, 1941), tłum. Maria Ponińska, Instytut Wydawniczy „Pax”, Warszawa 1962
- Od Abrahama do Chrystusa (Histoire sainte: le peuple de la Bible, 1944), tłum. Zofia Starowieyska-Morstinowa, Instytut Wydawniczy „Pax”, Warszawa 1952
- Dzieje Chrystusa (Jésus en son temps, 1945), tłum. Zofia Starowieyska-Morstinowa, Instytut Wydawniczy „Pax”, Warszawa 1950
- Biblia dla moich dzieci (L’Évangile de mes filleuls, 1946), tłum. Albert Warkotsch, Wydawnictwo Świętego Krzyża, Opole 1982
- Ewangelia dla moich dzieci (Évangile de mes filleuls, 1947), tłum. Albert Warkotsch, Wydawnictwo Świętego Krzyża, Opole 1984
- Kościół pierwszych wieków (Église des apôtres et des martyrs, 1948), tłum. Kinga Ostrowska, Irena Gano, Instytut Wydawniczy „Pax”, Warszawa 1968
- Kościół w czasach katedr i krucjat (Histoire de l’Église du Christ. III, L’Église de la cathédrale et de la croisade, 1952), tłum. Ewa Burska, Instytut Wydawniczy „Pax”, Warszawa 2019, ISBN 978-83-211-2036-2
- Co to jest Pismo święte? (Qu’est-ce que la Bible?, 1955), Księgarnia Świętego Wojciecha, Poznań 1959
- Nokturny (Nocturnes, 1956), tłum. Irena Józefowiczowa, Instytut Wydawniczy „Pax”, Warszawa 1958
- Ksiądz Wincenty (Monsieur Vincent, 1959), tłum. Anna Turowiczowa, Instytut Wydawniczy Księży Misjonarzy „Nasza Przeszłość”, Kraków 1996, ISBN 83-85222-90-1
- Życie codzienne w Palestynie w czasach Chrystusa (La Vie quotidienne en Palestine au temps de Jésus, 1961), tłum. Janina Lasocka, Księgarnia Świętego Wojciecha, Poznań 1964 (także Cyklady 1994 ISBN 83-900592-7-4)
- Kościół wczesnego średniowiecza (Historie de L'èglise du Christ: l'èglise des temps barbares, 1965), tłum. zbiorowe, Instytut Wydawniczy „Pax”, Warszawa 1969